# Balkan (časopis)
Balkan je bivši politični dnevnik, ki je izhajal v Trstu.
Dnevnik je izhajal v srbohrvaščini v Trstu v letih 1907 in 1908. Njegov lastnik in izdajatelj je bil istrski politični delavec Matko Mandić. Za njegov nastanek je bila odločilna zmaga Hrvatov in Slovencev na volitvah v Trstu v dunajski državni zbor. List je izražal upanje, da bodo razmere omogočile združitev vseh Hrvatov in drugih Slovanov v Avstro-Ogrski oziroma njeno preureditev na federativni osnovi. Ker ni našel dovolj bralcev, je izhajal le 8 mesecev.